# Schorschbock
Schorchbock is een Duits bier van hoge gisting. Het bier wordt gebrouwen in Kleinbrauerei Schorschbräu te Gunzenhausen en is een bokbier gedistilleerd volgens het Eisbock-proces. 

## Geschiedenis
Schorschbock werd het product van een ludieke wedstrijd tussen BrewDog en de Duitse Kleinbrauerei Schorschbräu om het sterkste bier ter wereld op de markt te brengen, waarin beide brouwerijen elkaar telkens overtroefden in alcoholpercentage.  Dit ging als volgt:
- Schorschbräu Schorschbock (31%): een bokbier gedistilleerd volgens het Eisbock-proces. Bij verschijnen het sterkste bier ter wereld.
- BrewDog Tactical Nuclear Penguin (32%): een imperial stout, gedistilleerd volgens het Eisbock-proces.
- Schorschbräu Schorschbock (40%): een sterkere versie van de originele Schorschbock.
- BrewDog Dink the Bismarck! (41%): een India Pale Ale, gedistilleerd volgens het Eisbock-proces.
- Schorschbräu Schorschbock (43%): een sterkere versie van Schorschbock.
- BrewDog The End of History (55%): een Belgian-style golden ale, gedistilleerd volgens het Eisbock-proces.
- Schorschbräu Schorschbock Finis Coronat Opus (57,5%): een sterkere versie van Schorschbock.

BrewDog heeft sinds het verschijnen van de laatste versie van Schorschbock geen poging meer gedaan hen te overtreffen. De claims van sterkste bier ter wereld van zowel de Schotse brouwerij Brewmeister als de Nederlandse brouwerij ’t Koelschip werden teniet verklaard toen bleek dat er ethanol (zuivere alcohol) aan het bier werd toegevoegd om het alcoholpercentage zo hoog te krijgen en daardoor mag het volgens de wetgeving niet langer als bier getaxeerd worden.

## Varianten
- Schorschbock 13, amberkleurig bier met een alcoholpercentage van 13%
- Schorschbock 34, amberkleurig bier met een alcoholpercentage van 34% (oak aged)
- Schorschbock 37, amberkleurig bier met een alcoholpercentage van 37%
- Schorschbock 41, amberkleurig bier met een alcoholpercentage van 41% (oak aged)
- Schorschbock 43, amberkleurig bier met een alcoholpercentage van 43%
- Verschillende varianten zijn "limited editions" met variërende alcoholpercentages (16, 18, 25, 30%)